# ジブチの港湾
ジブチの港湾（ジブチのこうわん、英語: Ports and harbours in Djibouti）は、ジブチにおける港湾について記す。

## 一覧
- ジブチ港（ジブチシティ）
- ドラレ港（ジブチシティ）
- タジュラ港（タジュラ）
- グベ港（グベ湖（英語版））- タジュラ湾と隔てられた入り江の中にある。
- ダメルジョグ港（Damerjog Livestock Port）
- オボック港（オボック）